# Герб Тетюшей
Исторический герб города «Тетюши» — герб административного центра Тетюшского района Татарстана Российской Федерации.

## Описание герба и его символики
Герб города Тетюши был Высочайше утверждён 18 октября 1781 года императрицей Екатериной II вместе с другими гербами городов Казанского наместничества (ПСЗРИ, 1781, Закон № 15260).
Подлинное описание герба города Тетюши гласило:

«Два серебряныя рыцарьскія копья и два щита въ красномъ полѣ, въ знакъ того, что обыватели сего мѣста суть старыхъ служебъ служилые люди, употреблявшіе въ древности съ похвалою оныя орудія»
В верхней части щита — герб Казанского наместничества: «Змий чёрный, под короною золотою Казанскою, крылья красные, поле белое».

## История герба
Город Тетюши известен со времени Казанского ханства. Основан в середине XVI века.
В 1781 году указом Екатерины II Тетюши получил статус уездного города Казанского наместничества.
В 1796 году стал заштатным городом, в 1802 году вновь получил статус уездного города Казанской губернии.
Герб Тетюшей, Высочайше утверждённый в 1781 году, был составлен в департаменте Герольдии при Сенате под руководством герольдмейстера, действительного статского советника А. А. Волкова.

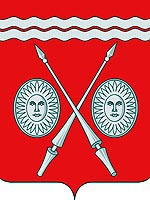
Герб Тетюшского района (2005 год)

В 1859 году, в период геральдической реформы Кёне, был разработан проект нового герба уездного города Тетюши (официально не утверждён):
«В червлёном щите 2 накрест положенных серебряных копья, сопровождаемых 2 серебряными щитами. В вольной части герб Казанской губернии. Щит увенчан серебряной стенчатой короной и окружён золотыми колосьями, соединёнными Александровской лентой».
В советский период герб Тетюшей (1781 года) не использовался.
В 1994 году был выпущен значок с видоизмененным историческим гербом Тетюшей. Проект имел следующий вид: «В червлёном поле повышенный волнистый двойной серебряный пояс, сопровождаемый внизу двумя золотыми копьями накрест, справа и слева от них — двумя серебряными круглыми щитами. В вольной части щита герб республики Татарстан».
В постсоветский период решения о возрождении или восстановлении исторического герба города в качестве официального символа Тетюшей, городскими властями не принимались.
6 декабря 2005 года решением Совета Тетюшского муниципального района был утверждён герб Тетюшского муниципального района.
За основу герба Тетюшского муниципального района был взят исторический герб уездного города Тетюши (1781 года).